# Netrek
Netrek — свободно распространяемая компьютерная онлайн-игра в жанрах стратегия в реальном времени и шутер, выпущенная в 1988 году. В игре может принимать участие до шестнадцати игроков, распределённых по командам (до четырёх команд), которые пытаются вывести из строя или уничтожить космические корабли своих оппонентов и захватывать вражеские планеты, высаживая десант. Цель игры состоит в захвате всех планет противника.
Игра была разработана под влиянием Empire, выпущенной в 1973 году для системы PLATO. Она стала третьей интернет-игрой, первой командной интернет-игрой, а к 2014 году — самой старой игрой, всё ещё пользующейся популярностью. В Netrek впервые было использовано множество технологий, получивших широкое распространение при создании последующих игр, и она даже была названа известным уровнем техники организациями, занимающимися выдачей патентов.

## История
Netrek заимствовала множество принципов из игры Empire, выпущенной в 1973 году для системы PLATO. Ключевыми отличиями являются иное расположение планет, гораздо более быстрый темп игры, а также использование стека протоколов TCP/IP для передачи данных, компьютерной мыши для управления вместо последовательностей команд, набираемых с клавиатуры, а также присутствие цветовой гаммы и звука.
В 1982 году студент Калифорнийского университета в Беркли Дэвид Дэвис начал создание игры trek82 для операционной системы UNIX, которая основывалась на принципах Empire — он запомнил некоторые из них, когда играл в эту игру в Гавайском университете. В итоге игра появилась под названием trek82. Крис Гутрье начал помогать Дэвису, а также познакомил с Джефом Посканзером и Крейгом Лересом — они работали над стратегической игрой Conquest, которая также основывалась на Empire. Совместно они выпустили новую версию, назвав её trek83.
В 1986 году Гутрье начал портировать trek83 на недавно вышедшую оконную систему X Window System; новую версию он назвал Xtrek. Дальнейшая разработка проходила в eXperimental Computing Facility совместно с Эдом Джеймсом. Весной 1988 года Скоттом Силви и Кевином Смитом была написана Xtrek II, которая использовала собственный клиент-серверный протокол. Это было ключевым фактором, позволившим портировать игру на другие платформы. Впоследствии данная версия была развита Скоттом Силви, Кевином Смитом и Теренсом Чангом, превратившись в Netrek.
В 1989 году исходный код игры был выложен на Usenet. Осенью 1990 году Теренс Чанг открыл публичный сервер Netrek, который находился в Университете Карнеги — Меллон. Весной 1991 года состоялась первая игра между студентами Калифорнийского университета в Беркли и Университетом Карнеги — Меллон, а в январе 1992 года была сформирована «Интернациональная лига Netrek», в рамках которой формировались команды и устраивались состязания между ними (в отличие от публичных игр, к которым мог присоединяться любой человек и покидать их в любой момент времени).
Пик популярности Netrek пришёлся на середину и конец 90-х годов: в различных регионах существовали свои лиги, а также проходили общие (открытые) игры, участвовать в которых могли все желающие. С 2002 по 2006 год наблюдался спад популярности игры, однако к 2007 году интерес к Netrek вновь возрос. Была выпущена Mactrek — реализация игры для Macintosh, кроме того, в клиенты игры для Windows также были внесены значительные изменения.

## Технические инновации
В Netrek впервые было использовано множество технологий, получивших широкое применение при создании последующих игр, например:
- Использование двух протоколов передачи данных транспортного уровня: быстрого, но ненадёжного UDP, и надёжного, но более медленного TCP[6].
- Механизма против читов, использующего криптографическую систему аутентификации с открытым ключом (с помощью протокола RSA), которая также предоставляла базовую защиту от сетевых атак типа «человек посередине»[7].
- Использование мета-серверов, которые предназначены для поиска серверов, доступных для игры.
- Несколько вариантов игры, поддерживаемые одним клиентом. При подключении к игре сервер сообщает клиенту о том, какие функции игры поддерживаются.